# 北太平洋露脊鯨
北太平洋露脊鯨（學名：Eubalaena japonica）是露脊鯨的一種，屬於真露脊鯨屬。目前估計約有100-300隻生活在北太平洋。雖然国际社会自從1935年起就禁止獵捕北太平洋露脊鯨，但是1950與1960年代前蘇聯的非法捕鯨活動仍然減少了牠們的數量。
世界自然保護聯盟認為北太平洋露脊鯨的數量已經減少到無法恢復的地步，牠們的滅絕可能是無法避免的。自從2006年白鱀豚被宣布已經功能性滅絕後，北太平洋露脊鯨現在是最濒危的海洋哺乳類動物。

## 西北太平洋海域的重要出沒紀錄及主要出没地点
- 1977年，大连水产公司捕鲸队在黄海海洋岛（长山群岛)附近海域捕获了一条怀有胎儿的雌性北太平洋露脊鲸（约66.7吨重、17.1米长），为中国大陆境内唯一捕获记录，标本至今还陈列在大连自然博物馆。
- 从2000年到2006年、在山东省一条搁浅。[2]
- 1997年和2014年1月28日、在日本南部的奄美大島（自1901年以来东海记录集中奄美大島附近）。[3][4][5][6]
- 2014年3月28日、在日本南部的牛深市的港。[7][8]
- 2015年2月、在韩国南部的南海岛（最后的记录是1974年于日本海）。[9]
- 2015年、在惠州近深圳海域。[10]